# Bazilika svatého Jana Křtitele (Štětín)
Bazilika svatého Jana Křtitele je štětínský novogotický halový kostel, stojící na půdorysu latinského kříže. Nachází se na sídlišti Centrum, na křižovatce ulic Bogurodzicy a Kaszubské.

## Historie
Kostel byl postaven v letech 1888–1890 pro katolickou diasporu v luteránském Štětíně. Autorem projektu byl architekt Engelbert Seibertz z Berlína. Kostel byl vysvěcen dne 30. září 1890 vratislavským biskupem Georgem Koppem. Až do roku 1931 (kdy byl vysvěcen nyní zaniklý kostel Krista Krále) byl kostel sv. Jana Křtitele jediným římskokatolickým kostelem ve Štětíně.
Za druhé světové války v roce 1944 shořela střecha kostela, přilbová střecha věže a zvonice. Válečná akce gestapa „Fall Stettin“ byla namířena proti katolíkům ve Štětíně, byli zavražděni tři kněží a mnoho věřících bylo zatčeno. Po válce byl kostel zrekonstruován, ale původní podoba věže byla obnovena až v 80. letech. Na rozích a portálech kostela jsou umístěny charakteristické kovové chrliče ve tvaru okřídlených draků. Uvnitř jsou obrazy čtyř evangelistů.
Hlavní oltář, zasvěcený Polské Panně Marii, je poválečný, z let 1960–1961. Ze starého zařízení se zachovaly novogotické boční oltáře, kazatelna a vitráže.